# Le Bignon
Le Bignon (bretonsko Bignon) je naselje in občina v francoskem departmaju Loire-Atlantique regije Loire. Leta 2012 je naselje imelo 3.454 prebivalcev.

## Geografija
Kraj leži v pokrajini Bretaniji 16 km južno od Nantesa.

## Uprava
Občina Le Bignon skupaj s sosednjimi občinami La Chevrolière, Corcoué-sur-Logne, Geneston, Legé, La Limouzinière, Montbert, Pont-Saint-Martin, Saint-Colomban, Saint-Lumine-de-Coutais, Saint-Philbert-de-Grand-Lieu in Touvois sestavlja marca 2015 ustanovljeni kanton Saint-Philbert-de-Grand-Lieu; slednji se nahaja v okrožju Nantes.